# Pyeongchang-eup
Pyeongchang-eup (en coréen : 평창읍) est une petite ville (eup) de Corée du Sud. Elle est le chef-lieu du district de Pyeongchang, au sud-ouest de celui-ci. Sa population est en baisse régulière : elle est passée de 14 126 habitants en 1982 à 9 293  en 2009, dont 62 étrangers. Le centre-ville est situé sur la rive gauche dans un méandre de la rivière Pyeongchanggang dans les monts Taebaek. Au total, la zone administrative regroupe 36 villages (ri).
Les productions traditionnelles locales sont le tabac, la soie et le miel.

## Jeux olympiques de 2018
Le 6 juillet 2011, Pyeongchang a été élu hôte des Jeux olympiques d'hiver de 2018. Cependant, ceux-ci ne se déroulent pas à Pyeongchang-eup mais 75 km plus à l'est, à l'autre bout du district, dans la commune de Daegwallyeong.